# Холкомб, Малкольм
Малкольм Холкомб (англ. Malcolm Holcombe; 2 сентября 1955, Weaverville, Северная Каролина — 9 марта 2024, Ашвилл, Северная Каролина) — американский автор-исполнитель.

## Биография
Малкольм Холкомб родился в Ашвилле, рос в Уирвилле (Северная Каролина). В подростковом возрасте он играл в местных группах «The Hilltoppers» и «Redwing», позже стал выступать сольно как автор-исполнитель. После окончания школы Малкольм Холкомб какое-то время учился в колледже и профессиональном училище, но бросил учёбу, чтобы играть музыку на Юго-Востоке США. Он выступал в трио с Рэем Сиском и Далласом Тейлором, в партнерстве с Сэмом Милнером в 1985 году был выпущен альбом «Trademark».
В 1990 году Холкомб переехал в Нэшвилл, на жизнь приходилось зарабатывать мойкой посуды, при этом Малкольм выступал в любительских шоу формата «открытый микрофон». В 1996 году он заключил контракт с «Geffen Records». Рекламные копии его альбома «A Hundred Lies» получили хорошие отзывы критиков, но альбом не был официально выпущен до 1999 года (лейблом «Hip-O Records»).
После записи первого альбома Холкомб вернулся в Северную Каролину, женился и выпустил несколько альбомов самостоятельно. Его альбом 2008 года «Gamblin' House» был спродюсирован Реем Кеннеди и выпущен местным лейблом «Echo Mountain». Альбом 2010 года «To Drink the Rain» продюсировал Джаред Тайлер, он так же играл на резонаторной гитаре, аккомпанировали Дэйв Ро (бас), Люк Булла (скрипка-фиддл), Бобби Каллус (ударные) и Шелби Айкер (мандолина).
6 апреля 2015 года, отмечая двадцатилетие своей музыкальной карьеры, Малкольм Холкомб выпускает альбом «The RCA Sessions». Охватывая период с 1994 по 2014 годы, этот альбом представляет собой нарезку творчества Малкольма: для этого альбома он перезаписал по крайней мере по одной песне с каждой предыдщей записи и записал одну новую «Mouth Harp Man». В отличие от обычных антологий, которые представляют собой компиляцию существующих записей, Холкомб перезаписал все отобранные для этого альбома песни. Среди приглашенных гостей, которые часто записывались и выступали с Малкольмом, были Джаред Тайлер (добро, электрогитара, гавайская гитара, голос), Дэвид Ро Рорик (контрабас), Тэмми Роджерс (скрипка-фиддл, мандолина, голос), Кен Кумер (ударные, перкуссия), Джеллирол Джонсон (гармоника) и Сайобан Маэр Кеннеди (голос). Мора О’Коннел спела дуэтом с Холкомбом в «A Far Cry From Here».
Альбом «Another Black Hole» был записан в студии Room & Board Studios в Нэшвилле и был выпущен в 2016 году. Над этой записью работали Джаред Тайлер (добро, гитара-баритон, банджо, мандолина и подпевки), Дейв Ро (контрабас и бас-гитара), Кен Кумер (ударные, перкуссия), Тони Джо Уайт (электрогитара), Future Man (перкуссия) и Дри Меррит (подпевки).
В 2017 году выходит альбом «Pretty Little Troubles», записанный при участии Джареда Тайлера, Денниса Крауча (бас), Верлона Томпсона (гитара) и Марко Джиовино (перкуссия). Продюсером записи выступил Даррелл Скотт.
Умер 9 марта 2024 года от дыхательной недостаточности, вызванной раком в возрасте 68 лет.

## Дискография

### Сольные альбомы
- 1994: A Far Cry From Here (Io Music)
- 1999: A Hundred Lies (Hip-O)
- 2003: Another Wisdom (Purple Girl)
- 2005: I Never Heard You Knockin' (выпущен самостоятельно)
- 2006: Not Forgotten (Munich)
- 2008: Gamblin' House (Echo Mountain)
- 2009: For the Mission Baby (Echo Mountain)
- 2011: To Drink the Rain (Music Road)
- 2012: Down The River (Gypsy Eyes)
- 2014: The RCA Sessions (Proper) перезаписан выпущенный раннее материал плюс EP
- 2014: Pitiful Blues (выпущен самостоятельно)
- 2016: Another Black Hole (Proper)
- 2017: Pretty Little Troubles (Gypsy Eyes)
- 2018: Come Hell or High Water (Singular Recordings)
- 2018: Animated Sanctuary b/w Justice In The Cradle (single) (Need To Know)
- 2019: Lumberjack (Hardcore Dollar) b/w The Old North Side (single) (Need To Know)
- 2020: Tricks of the Trade (Singular Recordings) (выпущен на виниле, весна 2021)

### С Сэмом Милнером
- 1984: Trademark (Upstream)

### Композитор
- 2006: Джона Смит — Jonah Smith (Relix) — трек 11, «Dressed in White»
- 2015: Джонатан Эдвардс — Tomorrow’s Child (Rising) — трек 1, «Down In the Woods»

### Принимал участие
- 2000: Jenn Adams — In the Pool (White Boxer)
- 2003: сборник — The Slaughter Rule (Bloodshot) — трек 19, «Killing the Blues»
- 2003: сборник — The Living Room: Live in NYC, Vol. 1 (Stanton St.) — трек 5, «To the Homeland»; трек 6, «Dressed in White»; трек 7, «Yesterdays Clothes»
- 2004: сборник — Return to Cold Mountain: Songs Inspired By the Film (Compendia Music Group) — трек 3, «Back in '29»
- 2006: Dayna Kurtz — Another Black Feather (Munich / Kismet)
- 2011: сборник — The Six Sessions (Continental Song City) — трек 1-17, «Leonard’s Pigpen»